# Vladimir Atlasov
Vladimir Vasiljevitsj Atlasov (Russisch: Владимир Васильевич Атласов, Отласов) (Veliki Oestjoeg, tussen 1661 en 1664 - Nizjnekamtsjatsk, 1711) was een Siberische Kozak (zemleprochodets) die de Russische verovering van Kamtsjatka begon.
Atlasov was vanaf 1695 als regeringsambtenaar gestationeerd in het gebied rond de Anadyr, en vandaaruit kreeg hij belangstelling voor het nog weinig bekende Kamtsjatka. In 1696 werd Loeka Morozko op een onderzoekingstocht uitgestuurd, en in 1697 vertrok Atlasov zelf op een expeditie naar het gebied.
Vanaf Anadyrsk aan de Anadyr trok hij langs de westkust zuidwaarts tot aan Kaap Lopatka. Hij versloeg de plaatselijke Kamtsjadalen en Korjaken. Hij stak het centrale gebergte over, en bouwde een fort in Verchnekamtsjatsk aan de Kamtsjatkarivier. Hij keerde terug naar Anadyrsk, en reisde door naar Moskou om van zijn veroveringen gewag te doen.
Atlasov werd tot commandant over Kamtsjatka benoemd en kreeg een beloning van 100 roebel. Tijdens zijn tocht terug naar Kamtsjatka beroofde hij echter een Russische karavaan in het gebied aan de beneden-Toengoeska, en werd daarom in Jakoetsk gevangengezet.
In 1707 werd Atlasov weer vrijgelaten. Reden hiervoor was dat de lokale bevolking in Kamtsjatka tegen de Russen in opstand was gekomen. Atlasov werd aangesteld om het gebied weer onder controle te krijgen. Atlasov stelde zich met harde hand op, en in een half jaar wist hij het gebied weer in Russische handen te krijgen. Zijn wreedheid strekte zich echter ook uit tot zijn eigen mannen, die tot muiterij kwamen. Atlasov trok zich terug naar Nizjnekamtsjatsk, maar in januari 1711 werd het fort door muiters onder leiding van Danilo Antsyferov en Ivan Kozyrevski ingenomen, en Atlasov en zijn officieren gedood.
Tot de opvallendste gebeurtenissen tijdens Atlasovs acties behoorde de ontdekking van Dembei, een Japanner die door de Kamtsjadalen gevangen werd genomen, en door Atlasov meegenomen werd naar Anadyrsk en Moskou.